# Morskranes

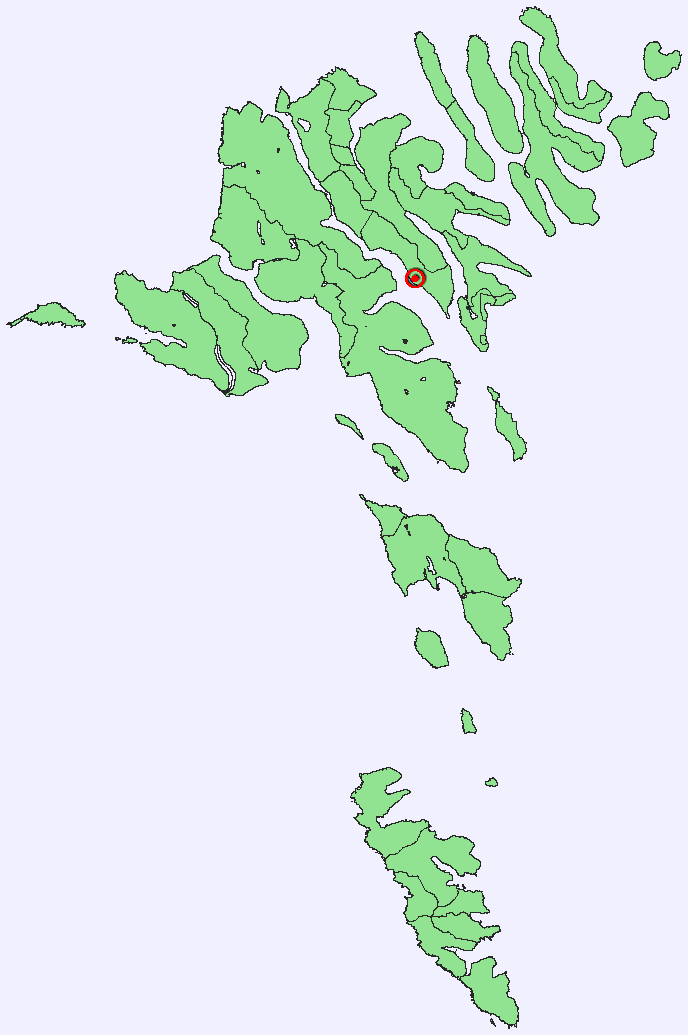
Lage von Morskranes auf den Färöern.

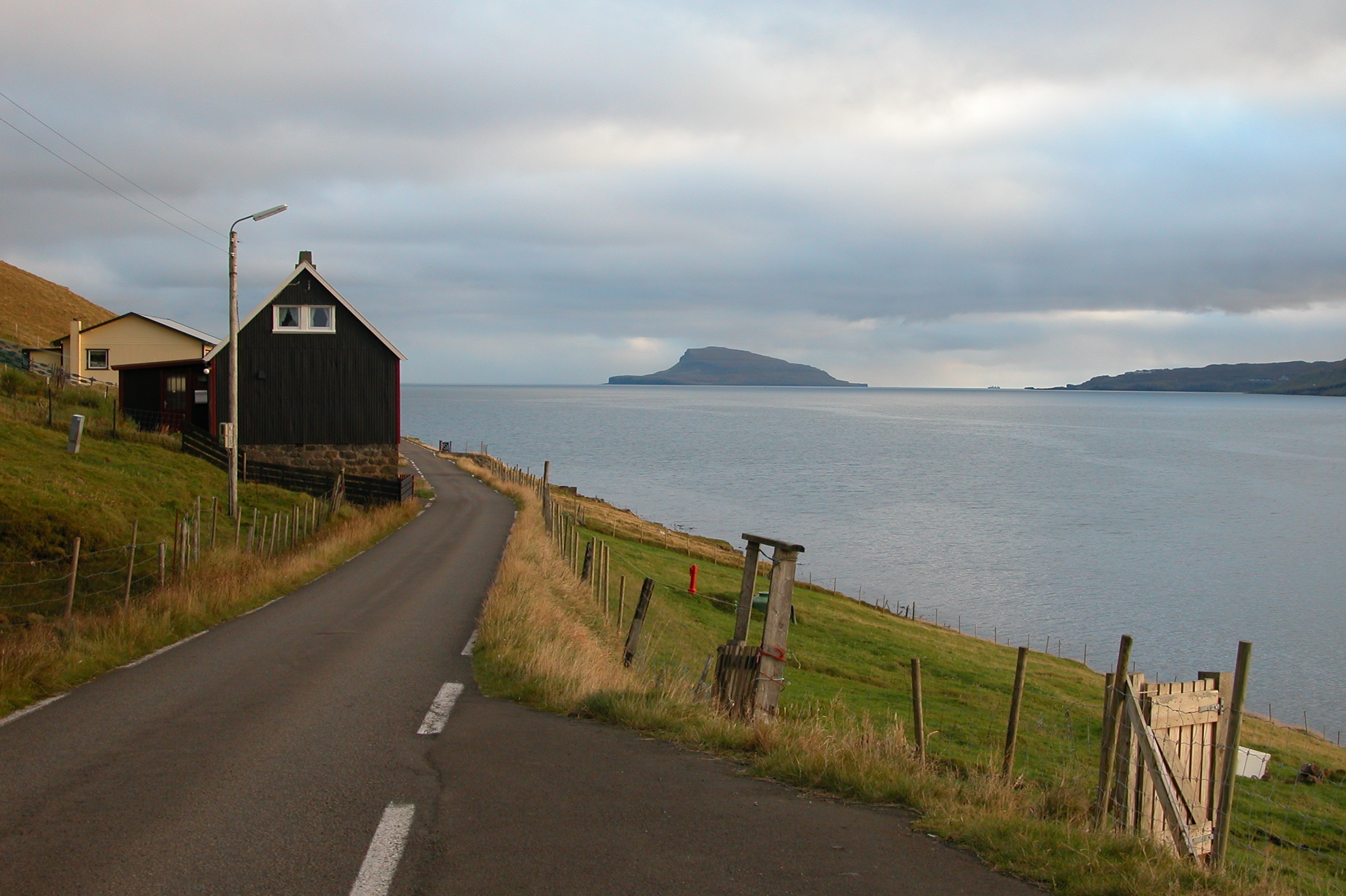
Blick nach Süden mit Nólsoy am Horizont.

Morskranes [ˈmɔskɹaneːs] (dänischer Name: Morskranæs) ist ein Ort der Färöer an der Westküste im Süden Eysturoys.
- Einwohner: 41 (1. Januar 2007)
- Postleitzahl: FO-496
- Kommune: Sjóvar kommuna

Dieses kleine Dorf wurde 1877 gegründet und liegt an der Straße von Strendur nach Selatrað. Es markiert den Anfang des nördlich verlaufenden Sunds Sundini zwischen Streymoy und Eysturoy.